# Les Barentons
Pour les articles homonymes, voir Barenton (homonymie).
Les Barentons est une petite rivière française qui coule dans le département de l'Aisne, en région Hauts-de-France, et un affluent de la Souche en rive gauche, donc un sous-affluent de la Seine par la Serre et l'Oise.

## Géographie
La rivière prend sa source à Festieux, à 130 m d'altitude, au lieu-dit le Marais des Bécrets, petite localité située au sud-est de Laon et se dirige d'abord vers le nord-ouest, contournant cette dernière. Peu après cette ville, elle prend la direction du nord et se jette plus tard dans la Souche (rive gauche) à Barenton-sur-Serre, à 66 m d'altitude, localité sise un peu en amont du confluent de la Souche avec la Serre.
Le bassin versant des Barentons comporte de nombreux marais et marécages, notamment à Samoussy, Athies-sous-Laon, Verneuil-sur-Serre et en bien d'autres endroits.
La longueur de son cours est de 25,2 km.

### Communes et cantons traversés
Dans le seul département de l'Aisne, les Barentons traversent les onze communes, de l'amont vers l'aval, de Festieux (source), Samoussy, Eppes, Athies-sous-Laon, Laon, Chambry, Aulnois-sous-Laon, Barenton-Bugny, Barenton-Cel, Verneuil-sur-Serre et Barenton-sur-Serre (confluence).
Soit en termes de cantons, les Barentons prennent source sur le canton de Laon-2, traverse le canton de Laon-1, et conflue dans le canton de Marle, le tout dans l'arrondissement de Laon.

### Bassin versant
Les Barentons traversent une seule zone hydrographique « Le Ruisseau des Barentons de sa source au confluent de la Souche (exclu) » (H016) de 154 km2 de superficie. Ce bassin versant est constitué à 77,80 % de « territoires agricoles », à 13,00 % de « forêts et milieux semi-naturels », à 8,51 % de « territoires artificialisés », à 0,74 % de « zones humides ». 

### Toponymes
Les Barentons ont donné leur hydronyme au trois communes de Barenton-Bugny, Barenton-Cel, et Barenton-sur-Serre.

### Organisme gestionnaire
L'Organisme gestionnaire est le Syndicat intercommunal d'aménagement et de gestion de la Serre Aval et de ses affluents.

## Affluents
Les Barentons ont deux affluents référencés :
- le ruisseau de la Rolette (rd), 1,1 km sur la seule commune de Festieux.
- le ruisseau de Longuedeau (rg), 3,4 km sur les deux communes de Aulnois-sous-Laon, et Barenton-Bugny.

### Rang de Strahler
Son rang de Strahler est donc de deux.

## Hydrologie
Les Barentons sont un cours d'eau peu abondant, même compte tenu de l'exiguïté de son bassin.

### Les Barentons à Barenton-Bugny
Son débit a été observé pendant une période de 21 ans (1981-2002), à Barenton-Bugny, localité du département de l'Aisne située peu avant son confluent avec la Souche. Le bassin versant de la rivière y est de 90 km2, soit 58 % du bassin versant total de 154 km2.
Le module de la rivière à Barenton-Bugny est de 0,448 m3/s.
La rivière présente des fluctuations saisonnières de débit bien marquées. Les hautes eaux se déroulent en fin d'hiver et au printemps, de février à mai inclus, et portent les débits mensuels moyens dans une fourchette allant de 0,617 à 0,724 m3/s (avec un maximum en avril). Dès le mois de juin, le débit moyen baisse progressivement jusqu'aux basses eaux de fin d'été-automne qui surviennent d'août à novembre inclus, accompagnées d'une baisse du débit moyen mensuel allant jusqu'à 0,173 m3/s au mois de septembre, ce qui reste assez consistant pour un aussi petit cours d'eau. Ce type de profil signe une rivière alimentée essentiellement par la nappe phréatique, laquelle est à son niveau maximal en fin d'hiver et au début du printemps (voir la Suippe, la Vesle et les autres cours d'eau de Champagne crayeuse).

### Étiage ou basses eaux
Cependant aux étiages, le VCN3 peut chuter jusque 0,005 m3/s, soit à peine 5 litres par seconde, ce qui est sévère, même pour une rivière de très petite taille, dont le profil s'apparente de ce point de vue à celui de la Souche sa voisine.

### Crues
Les crues, quant à elles sont modérées, même compte tenu de la petitesse du cours d'eau. Les marais et marécages de son bassin et de son cours (zones humides) jouent un rôle modérateur important. On retrouve le même phénomène notamment au niveau du Petit Morin à l'est de Paris, dont les crues sont fort modérées étant donné que son bassin est en grande partie marécageux, à l'inverse de son voisin le Grand Morin.
Les QIX 2 et QIX 5 valent respectivement 1,0 et 1,5 m3/s. Le QIX 10 est de 1,9 m3/s et le QIX 20 de 2,2 m3/s. Le QIX 50 n'a pas été calculé faute de durée d'observation suffisante pour le déterminer.
Le débit instantané maximal enregistré à Barenton-Bugny a été de 2,16 m3/s le 9 juillet 1985, tandis que la valeur journalière maximale était de 2,05 m3/s le 29 mars 2001. En comparant le débit instantané de cette crue à l'échelle des QIX de la rivière, il ressort qu'elle était d'ordre vicennal, et donc destinée à se reproduire en moyenne tous les 20 ans.

### Lame d'eau et débit spécifique
Au total, les Barentons sont un cours d'eau peu abondant. La lame d'eau écoulée dans le bassin versant de la rivière est de 157 millimètres annuellement, ce qui est inférieur de moitié à la moyenne d'ensemble de la France, et est nettement inférieur à la moyenne du bassin de l'Oise (243 millimètres) comme de la Serre (255 millimètres). Le débit spécifique (ou Qsp) atteint 5,0 litres par seconde et par kilomètre carré de bassin.

## Aménagements et écologie

### ZNIEFF
La Vallée des Barentons est une ZNIEFF de type I, de 244,75 hectares, sur cinq communes, référencée 220013428. La vallée des Barentons est une vallée peu encaissée traversant le plateau crayeux.